# 愛知北農業協同組合
愛知北農業協同組合（あいちきたのうぎょうきょうどうくみあい）は、愛知県江南市、犬山市、岩倉市、丹羽郡大口町、扶桑町を管轄する農業協同組合である。略称は「JA愛知北」。

## 沿革
- 1993年（平成5年）10月1日 - 江南市、犬山市、岩倉市、丹羽郡、大口町、扶桑町のJAが合併し設立[2]。
- 2013年（平成25年）4月1日 - 給油所事業を県域共同出資会社「株式会社JAあいちエネルギー[3]」に経営移管。また、LPガス事業をジェイエイ愛知北共同株式会社に事業譲渡[2]。

## 店舗

### 店舗一覧
- 江南市（江南支店（本店に併設）、布袋支店、江南北支店、草井支店、宮田支店）
- 犬山市（犬山支店、犬山南部支店、羽黒支店、犬山西支店）
- 岩倉市（岩倉支店、岩倉西支店）
- 大口町（大口支店）
- 扶桑町（扶桑支店、柏森支店）

### その他施設
- 犬山南部育苗センター
- 犬山南部ライスセンター
- 犬山育苗センター
- 犬山ライスセンター
- 大口穀物センター
- 岩倉育苗センター
- 岩倉ライスセンター
- 産直センター岩倉店

## 関連会社
- ジェイエイ愛知北協同株式会社